# Final Fantasy Legend III
Final Fantasy Legend III, ursprungligen utgivet i Japan som Jikū no Hasha ~ Sa•Ga 3 [Kanketsu Hen] (時空の覇者 Sa・Ga3 [完結編]  The Ruler of Time and Space ~ Saga3 [Final Chapter]?), är ett rollspel utvecklat av Square och utgivet till Game Boy i Japan i december 1991. I augusti 1993 släpptes spelet i Nordamerika. Den nordamerikanska versionen av spelet återutgavs i juli 1998 av Sunsoft.

## Handling
I handlingen blandas element från fantasy och science fiction, ett koncept som senare användes i bland annat spel som Chrono Trigger. Spelets tre huvudfigurer skall resa i tiden och förhindra en stor översvämning. Bland annat använder man sig av flygarkosten "Talon".

### Fotnoter
1. ↑  ”Final Fantasy Legend III” (på svenska). Super Power (Solna) (3 1994). april 1994. Läst 1 maj 2014.
2. ↑  ”Game Boy (original) Games” (på engelska). Nintendo of America. Arkiverad från originalet den 15 juni 2011. https://web.archive.org/web/20110615005225/http://www.nintendo.com/consumer/gameslist/manuals/dmg_games.pdf. Läst 1 maj 2014.
3. ↑  An RPGamer Writer (24 januari 1998). ”Sunsoft to Rerelease Square Game Boy Games”. RP-Gamer. Arkiverad från originalet den 31 januari 2009. https://web.archive.org/web/20090131070549/http://www.rpgamer.com/news/Q1-1998/012498a.html. Läst 1 maj 2014.